# Iochroma smithianum
Iochroma smithianum är en potatisväxtart som beskrevs av K.Lezama, Limo och S.Leiva. Iochroma smithianum ingår i släktet Iochroma och familjen potatisväxter. Inga underarter finns listade i Catalogue of Life.